# Каміно (Каліфорнія)
Каміно (англ. Camino) — переписна місцевість (CDP) в США, в окрузі Ель-Дорадо штату Каліфорнія. Населення — 1871 особа (2020).

## Географія
Каміно розташоване за координатами 38°44′28″ пн. ш. 120°40′54″ зх. д. / 38.74111° пн. ш. 120.68167° зх. д. (38.741163, -120.681580).  За даними Бюро перепису населення США в 2010 році переписна місцевість мала площу 5,83 км², уся площа — суходіл.

### Клімат
| Клімат : Каміно       | Клімат : Каміно | Клімат : Каміно | Клімат : Каміно | Клімат : Каміно | Клімат : Каміно | Клімат : Каміно | Клімат : Каміно | Клімат : Каміно | Клімат : Каміно | Клімат : Каміно | Клімат : Каміно | Клімат : Каміно | Клімат : Каміно |
| Показник              | Січ.            | Лют.            | Бер.            | Квіт.           | Трав.           | Черв.           | Лип.            | Серп.           | Вер.            | Жовт.           | Лист.           | Груд.           | Рік             |
| Середній максимум, °C | 11,7            | 13,3            | 14,4            | 17,8            | 22,2            | 28,3            | 32,8            | 32,2            | 28,9            | 23,3            | 15,6            | 12,2            | 21,1            |
| Середній мінімум, °C  | 3,3             | 3,9             | 4,4             | 6,1             | 10,0            | 14,4            | 17,8            | 17,8            | 15,0            | 11,1            | 6,1             | 3,9             | 9,4             |
| Норма опадів, мм      | 188             | 147             | 142             | 89              | 36              | 13              | 5               | 5               | 20              | 61              | 137             | 147             | 988             |
| --------------------- | --------------- | --------------- | --------------- | --------------- | --------------- | --------------- | --------------- | --------------- | --------------- | --------------- | --------------- | --------------- | --------------- |
| Джерело: Weatherbase  |                 |                 |                 |                 |                 |                 |                 |                 |                 |                 |                 |                 |                 |

## Демографія
Згідно з переписом 2010 року, у переписній місцевості мешкало 1750 осіб у 723 домогосподарствах у складі 485 родин. Густота населення становила 300 осіб/км².  Було 810 помешкань (139/км²).
Расовий склад населення:
| - 91,7 % — білих - 1,0 % — азіатів - 0,8 % — корінних американців - 0,4 % — чорних або афроамериканців - 0,2 % — вихідців з тихоокеанських островів - 3,1 % — осіб інших рас |

До двох чи більше рас належало 2,7 %. Частка іспаномовних становила 11,3 % від усіх жителів.
За віковим діапазоном населення розподілялося таким чином: 21,1 % — особи молодші 18 років, 57,2 % — особи у віці 18—64 років, 21,7 % — особи у віці 65 років та старші. Медіана віку мешканця становила 47,8 року. На 100 осіб жіночої статі у переписній місцевості припадало 98,4 чоловіків;  на 100 жінок у віці від 18 років та старших — 98,0 чоловіків також старших 18 років.
Середній дохід на одне домашнє господарство  становив 89 624 долари США (медіана — 71 944), а середній дохід на одну сім'ю — 112 763 долари (медіана — 90 469). За межею бідності перебувало 11,9 % осіб, у тому числі 11,3 % дітей у віці до 18 років та 8,6 % осіб у віці 65 років та старших.
Цивільне працевлаштоване населення становило 904 особи. Основні галузі зайнятості: освіта, охорона здоров'я та соціальна допомога — 23,0 %, роздрібна торгівля — 18,4 %, науковці, спеціалісти, менеджери — 14,2 %.